# Кадирия
Кадири́я (араб. القادرية‎) — суфийский тарикат, основанный Абдул-Кадиром Гилани (1078—1166).
Кадириты живут на Дальнем и Ближнем Востоке, в Африке, Испании и других регионах мира. Центральная обитель и резиденция наследственного главы братства — мемориальный комплекс при могиле Абдул-Кадира Гилани (Багдад).

## История и основатель
Основателем тариката считается ханбалитский и шафиитский правовед (факих) Абдул-Кадир Гилани. Считается, что его родословная восходит к четвёртому праведному халифу — Али ибн Абу Талибу. Обучался в Багдаде у Абу-ль-Хайра Хаммада ад-Даббаса. Абдул-Кадир был знатоком мусульманского права (фикх), Корана и сунны пророка Мухаммеда. Затем он оставил обучение и стал аскетом (захидом), после чего вернулся и начал просветительскую деятельность. Абдул-Кадир Гилани является автором около 50 книг, среди которых «аль-Кунья», «аль-Фатх ар-Раббани» и «Футух аль-Кайб». Исторические хроники не упоминают об Абдул-Кадире Гилани как о суфие.
Абдулкадир Гилани начал проповедовать в Багдаде в 1127 году. Отмечается, что он одевался как улем, а не как суфий. Основанный им тарикат организационно оформился к концу XIII века на территории Ирака. В XV веке на территории Османской империи прославился кадирийский шейх Пир Сани (Ашрафоглу Руми). В начале XIX века известным представителем тариката кадирия на территории Нигерии был Осман дан Фодио. 
В середине XIX века последователем кадирии в Чечне стал Кунта-Хаджи Кишиев, составив конкуренцию существующему здесь ранее тарикату накшбандия. Благодаря муфтию Ахмаду Кадырову кадирия имеет широкое распространение в современной Чечне.

## Характеристика
Отличительной особенностью тариката является отсутствие теософско-спекулятивных элементов и трактовка суфизма как морально-этического учения. В тарикате запрещён строгий аскетизм. 
Практикуются коллективные экстатические радения (зикр) с движением по кругу в сопровождении музыкальных инструментов. На радениях читаются тайные молитвы хизб и вирд. Почти все группы допускают на коллективный зикр иноверцев, включая женщин и детей.

## Учение
Тарикат проповедует школу «трезвости» Джунайда аль-Багдади. Вступление в тарикат осуществляется путем принесения присяги духовному наставнику. Вирд «путника» (салика) состоит из установленных в ордене зикров джахри. В кадирийском тарикате существуют ветви:
- Ашрафитов,
- Румитов,
- Халисидов,
- Гарибитов,
- Хилалитов,
- Асадитов,
- Акбаритов,
- Йафиитов[1].

## Символика
Эмблема — зелёная роза с тремя рядами по 5, 6 и 7 лепестков, которые означают: пять столпов ислама, шесть столпов имана и семь слов в формуле зикра.

## Зикризм
На Северном Кавказе последователи этого тариката практикуют громкий зикр, в связи с чем их часто именуют «зикристами». Громкий зикр состоит из трех частей:
- чтения касиды аль-Барзанджи в прославление пророка Мухаммеда,
- рецитации обязательных молитв,
- хорового прославления (мадаих) патрона братства, завершающегося наставлениями членам обители. В круговые зикры иногда допускаются женщины и даже иноверцы[3][4].